# Omar Mansouri
Omar Mansouri (arab. عمر المنصوري, ur. 14 maja 1991 w Bouznice) – marokański piłkarz, grający jako środkowy napastnik w Naft Al-Wasat SC.

## Klub

### Difaâ El Jadida
Zaczynał karierę w Difaâ El Jadida.
W sezonie 2011/2012 (pierwszym dostępnym na stronie Transfermarkt) zagrał 13 spotkań, strzelił dwie bramki i miał jedną asystę.
W sezonie 2012/2013 miał na koncie 17 spotkań oraz strzelił dwa gole.
W swoim ostatnim sezonie (2013/2014) miał takie same statystyki jak w poprzednim. Zdobył też puchar Maroka.

### Kawkab Marrakesz
1 lipca 2014 roku dołączył do Kawkabu Marrakesz. W tym klubie zadebiutował 24 sierpnia 2014 roku w meczu przeciwko Hassanii Agadir (4:0 dla Kawkabu). W debiucie dwukrotnie strzelił gola – w drugiej minucie doliczonego czasu pierwszej połowy oraz w 63. minucie. Pierwszą asystę zaliczył 26 września 2014 roku w meczu przeciwko Maghrebowi Fez (1:2 dla Kawkabu). Asystował przy golu Luiza Jefersona Eschera w 35. minucie. Łącznie zagrał 41 meczów, strzelił 3 bramki i miał 4 asysty.

### Ittihad Tanger
31 lipca 2016 dołączył do Ittihadu Tanger. W tym klubie zadebiutował 27 sierpnia 2016 roku w meczu przeciwko KAC Kénitra (4:1 dla zespołu Mansouriego). Wszedł na boisko w 80. minucie, zastąpił Ahmeda Hammoudana. Łącznie zagrał 7 meczów. 

### Raja Casablanca
11 stycznia 2017 roku został graczem Raja Casablanca. W tym zespole debiut zaliczył 12 lutego 2017 roku w meczu przeciwko JS de Kasba Tadla (3:0 dla zespołu z Casablanki). Wszedł na boisko w 82. minucie, zastępując Hilaire Momiego. Pierwszego gola strzelił 26 lutego 2017 roku w meczu przeciwko Ittihadowi Tanger (1:2 dla zespołu Mansouriego). Do siatki trafił w 66. minucie. Łącznie zagrał 9 spotkań i dwukrotnie trafił do siatki.

### Olympic Safi
1 września 2017 roku został zawodnikiem Olympic Safi. W tym klubie zadebiutował 10 września 2017 roku w meczu przeciwko Moghrebowi Tétouan (2:2). Zagrał cały mecz. Pierwszą asystę zaliczył tydzień później w meczu przeciwko Chabab Rif Al Hoceima (2:1 dla Safi). Asystował przy golu Hamzy Khabba w 92. minucie. Pierwszego gola strzelił 22 października 2017 roku w spotkaniu przeciwko Olympique Khouribga (2:2). Do siatki trafił w 23. minucie. Łącznie zagrał 26 meczów, strzelił dwa gole i miał 5 asyst.

### Itiihad Kalba
Od 5 stycznia 2018 roku do 30 czerwca tego samego roku był wypożyczony do Ittihadu Kalba.

### Irak
27 stycznia 2019 roku został graczem Al-Zawraa.
24 września 2019 roku został zawodnikiem Naft Al-Basra.
25 sierpnia 2020 roku związał się z Naft Al-Wasat SC.

## Reprezentacja
Zagrał jedno spotkanie w reprezentacji U-23 – przeciwko Turcji (1:0 dla Turków). Wszedł na boisko w 88. minucie, zastępując Anassa Lamrabata.